# Poiseul-la-Grange
Poiseul-la-Grange ist eine französische Gemeinde mit 68 Einwohnern (Stand: 1. Januar 2022) im Département Côte-d’Or in der Region Bourgogne-Franche-Comté (vor 2016 Bourgogne). Sie gehört zum Arrondissement Dijon und zum Kanton Is-sur-Tille. Die Einwohner werden Putéolais genannt.

## Geographie
Poiseul-la-Grange liegt etwa 23 Kilometer nordwestlich von Dijon. Umgeben wird Poiseul-la-Grange von Étalante im Nordwesten und Westen, Échalot im Norden und Osten, Léry im Osten und Südosten, Lamargelle im Südosten und Osten, Chanceaux im Süden und Südwesten, Billy-lès-Chanceaux im Südwesten und Westen sowie Oigny im Westen.

## Bevölkerungsentwicklung
| Jahr                       | 1962 | 1968 | 1975 | 1982 | 1990 | 1999 | 2006 | 2013 | 2019 |
| Einwohner                  | 138  | 139  | 112  | 86   | 80   | 70   | 72   | 59   | 55   |
| Quellen: Cassini und INSEE |      |      |      |      |      |      |      |      |      |

## Sehenswürdigkeiten
- Kirche Sainte-Catherine, seit 2010 Monument historique

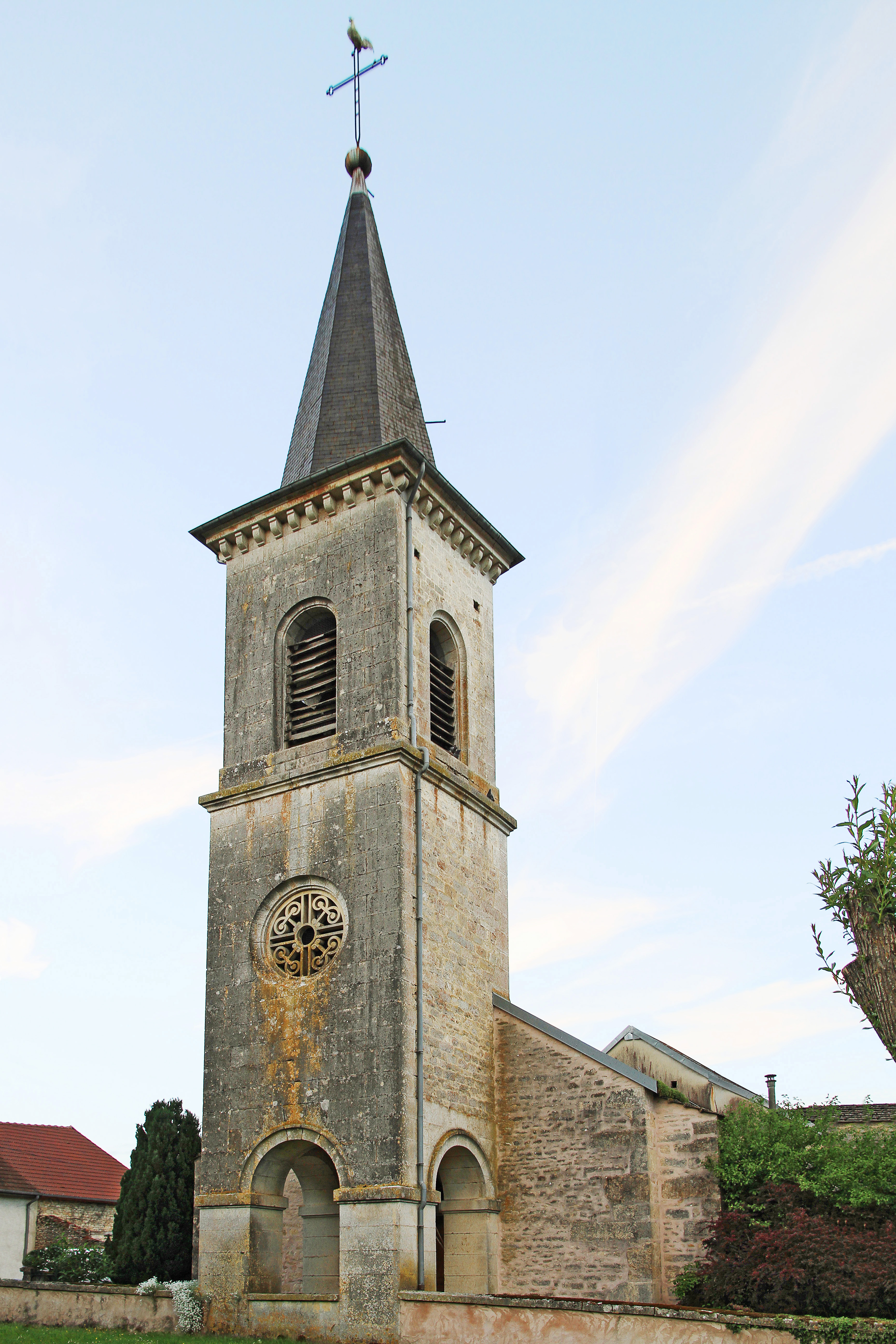
Kirche Saint-Pierre